# Whymperia azteca
Whymperia azteca là một loài tò vò trong họ Ichneumonidae.